# Fußball-Weltmeisterschaft 1934/Deutschland
Dieser Artikel behandelt die deutsche Fußballnationalmannschaft bei der Fußball-Weltmeisterschaft 1934 in Italien.

## Qualifikation
Deutschland trat in Gruppe 8 gegen Luxemburg und Frankreich an. Da sich sowohl Gruppenerster als auch -zweiter für die Weltmeisterschaft qualifizierten, wurde das Spiel gegen Frankreich, das den Gruppensieger ermittelt hätte, jedoch aus Irrelevanz nicht mehr ausgetragen. Luxemburg stand zu diesem Zeitpunkt nämlich bereits als Gruppendritter fest. Damit hatte die deutsche Elf letztendlich nur ein einziges Qualifikationsspiel zu absolvieren, um die Endrundenteilnahme zu erreichen. Deutschland trat in folgender Aufstellung an:
Fritz Buchloh (VfB Speldorf, 5. Länderspiel) – Eduard Hundt (Schwarz-Weiß Essen, 3.), Sigmund Haringer (FC Bayern München, 8.) – Paul Janes (Fortuna Düsseldorf, 5.), Fritz Szepan (FC Schalke 04, 4.), Richard Oehm (1. FC Nürnberg, 3.) – Ernst Albrecht (Kapitän, Fortuna Düsseldorf, 17.), Willi Wigold (Fortuna Düsseldorf, 4.), Karl Hohmann (VfL Benrath, 8.), Josef Rasselnberg (VfL Benrath, 5.), Stanislaus Kobierski (Fortuna Düsseldorf, 12.)
Obwohl nur fünf dieser Spieler auch in Italien dabei waren – Buchloh stand als dritter Torwart auf Abruf bereit, Albrecht fuhr zwar mit, wurde aber nicht eingesetzt – und vier (Hundt, Oehm, Albrecht, Wigold) an diesem Tag zum letzten Mal in der DFB-Elf standen, gelang mit 9:1 ein Kantersieg gegen die Auswahl des Großherzogtums. Vier Tore erzielte Rasselnberg, drei gingen auf das Konto von Hohmann, je eines steuerten Albrecht und Wigold bei. Für Luxemburg erzielte Mengel einen Ehrentreffer. Es war das 100. offizielle Länderspiel des DFB.
| Pl. | Team        | Sp. | S | U | N | Tore    | Diff. | Punkte |
| --- | ----------- | --- | - | - | - | ------- | ----- | ------ |
| 1.  | Deutschland | 1   | 1 | 0 | 0 | 009:100 | +8    | 02:0   |
| 2.  | Frankreich  | 1   | 1 | 0 | 0 | 006:100 | +5    | 02:0   |
| 3.  | Luxemburg   | 2   | 0 | 0 | 2 | 002:150 | −13   | 0:40   |

Spielergebnisse
| 11.03.1934 | Luxemburg Städtisches Stadion | Luxemburg   | – | Deutschland | 1:9 (1:5) | Tore: 0:1, 1:5, 1:8, 1:9 Josef Rasselnberg (3., 36., 56., 90.), 0:2 Willi Wigold (12.), 0:3 Ernst Albrecht (25.), 1:3 Ernest Mengel (27.), 1:4, 1:6, 1:7 Karl Hohmann (30., 51., 53.) |
|            |                               | Deutschland | – | Frankreich  | entfallen | |

## Deutsches Aufgebot
| Name                 | Verein                | Geburtstag    | Spiele   | aTorea   | Platzverw. |
| Torhüter             | Torhüter              | Torhüter      | Torhüter | Torhüter | Torhüter   |
| -------------------- | --------------------- | ------------- | -------- | -------- | ---------- |
| Hans Jakob           | SSV Jahn Regensburg   | 16. Juni 1908 | 1        | 0        | 0          |
| Willibald Kreß       | Dresdner SC           | 13. Nov. 1906 | 3        | 0        | 0          |
| Verteidiger          |                       |               |          |          |            |
| Willy Busch          | Duisburger TSV 1899   | 4. Jan. 1907  | 3        | 0        | 0          |
| Sigmund Haringer     | FC Bayern München     | 9. Dez. 1908  | 3        | 0        | 0          |
| Hans Schwartz        | SC Victoria Hamburg   | 1. März 1913  | 1        | 0        | 0          |
| Läufer               |                       |               |          |          |            |
| Jakob Bender         | Fortuna Düsseldorf    | 23. März 1910 | 2        | 0        | 0          |
| Rudolf Gramlich      | Eintracht Frankfurt   | 6. Juni 1908  | 1        | 0        | 0          |
| Paul Janes           | Fortuna Düsseldorf    | 10. März 1912 | 2        | 0        | 0          |
| Reinhold Münzenberg  | Alemannia Aachen      | 25. Jan. 1909 | 1        | 0        | 0          |
| Fritz Szepan         | FC Schalke 04         | 2. Sep. 1907  | 4        | 0        | 0          |
| Paul Zielinski       | Union 02 Hamborn      | 20. Nov. 1911 | 4        | 0        | 0          |
| Stürmer              |                       |               |          |          |            |
| Ernst Albrecht       | Fortuna Düsseldorf    | 12. Nov. 1907 | 0        | 0        | 0          |
| Edmund Conen         | FV Saarbrücken        | 10. Nov. 1914 | 4        | 4        | 0          |
| Matthias Heidemann   | Werder Bremen         | 7. Feb. 1912  | 1        | 0        | 0          |
| Karl Hohmann         | VfL Benrath           | 18. Juni 1908 | 2        | 2        | 0          |
| Stanislaus Kobierski | Fortuna Düsseldorf    | 13. Nov. 1910 | 3        | 1        | 0          |
| Ernst Lehner         | TSV Schwaben Augsburg | 7. Nov. 1912  | 4        | 2        | 0          |
| Rudolf Noack         | Hamburger SV          | 30. März 1913 | 1        | 1        | 0          |
| Otto Siffling        | SV 07 Waldhof         | 3. Aug. 1912  | 4        | 1        | 0          |
| Trainer              |                       |               |          |          |            |
| Otto Nerz            | Reichstrainer         | 21. Okt. 1892 |          |          |            |
| Sepp Herberger       | Kotrainer             | 28. März 1897 |          |          |            |

1. ↑  Münzenberg wurde als Ersatz für Gramlich, der vorzeitig abreiste, für das Spiel um Platz 3 nachnominiert.

Anmerkung: Die Rückennummern wurden im internationalen Fußball erst 1939 eingeführt.
Auf Abruf wären drei Spieler bereitgestanden: Fritz Buchloh (VfB Speldorf, Torwart), Franz Dienert (VfB Mühlburg, Verteidiger) und Josef Streb (FC Wacker München, Läufer).
Mit einem Durchschnittsalter von fast exakt 24 Jahren ist dieses erste deutsche WM-Aufgebot das bis heute jüngste. Besonders fällt auf, dass drei Spieler (Schwartz, Siffling und Zielinski) zuvor kein einziges offizielles Länderspiel bestritten hatten. Mehr als zehn Einsätze hatten allein Kreß, Kobierski und Albrecht vorzuweisen. Allerdings war der Kader im Rahmen eines Trainingslagers in Duisburg aus ursprünglich 38 Kandidaten ausgewählt worden, dabei gab es auch vier Testspiele in unterschiedlichen Besetzungen gegen die englische Profimannschaft Derby County.

## Spiele der deutschen Mannschaft
Deutschland gelang bei der WM 1934 ein Achtungserfolg. Unerwartet schlug man Belgien und Schweden, besonders dank der Leistungen von Edmund Conen und Karl Hohmann, bevor man im Halbfinale von einem überragenden Oldřich Nejedlý quasi im Alleingang besiegt wurde. Für einen gelungenen Abschluss sorgte der Überraschungserfolg gegen die deutlich stärker eingeschätzten Österreicher im Spiel um Platz 3.

### Achtelfinale
|                                           |   |         |           |
| So., 27. Mai 1934 um 16:30 Uhr in Florenz |   |         |           |
| Deutschland                               | – | Belgien | 5:2 (1:2) |

#### Vorgeschichte
Im Achtelfinale traf die deutsche Mannschaft in ihrem allerersten Spiel bei einer Weltmeisterschaft auf Belgien. Insgesamt hatte Deutschland bisher eine negative Bilanz vorzuweisen. In vier Spielen hatte man drei Mal verloren und bisher nur einen Sieg erreicht. Gerade dieser lag jedoch erst 7 Monate zurück: Am 22. Oktober 1933 hatte Deutschland in Duisburg mit 8:1 zum ersten Mal gegen Belgien gesiegt. Zwar liefen von der damaligen Elf lediglich Janes, Hohmann und Kobierski auch in Florenz erneut auf, doch galt die DFB-Mannschaft dennoch als Favorit und stand damit unter entsprechendem Erwartungsdruck.

#### Spielverlauf
In der ersten Halbzeit agierte Deutschland recht nervös und kam zu keinem wirklich durchdachten Spielaufbau. Dazu kam, dass Trainer Otto Nerz eine bewusst defensive Taktik verordnet hatte; Kapitän und Mittelläufer Szepan sollte hauptsächlich den beiden Verteidigern Haringer und Schwartz beim Verhindern von Gegentoren helfen und keinesfalls die Mittellinie überqueren, um die Offensive zu organisieren. Die deutsche Hintermannschaft sorgte in der Folge durch Querpässe eher für Gefahr vor dem eigenen Tor und konnte die Belgier kaum mit eigenen Angriffen bedrängen. Die deutschen Stürmer – bis auf den erst 19-jährigen Edmund Conen hatten die meisten eine eher agile Statur – waren in Zweikämpfen zunächst regelmäßig ihren Gegenspielern unterlegen. Hinzu kommt, dass die Belgier gerne die Abseitsfalle verwendeten, wodurch die deutsche Mannschaft letztlich kaum vor das gegnerische Tor kam.
Die Belgier hingegen spielten in der Regel lange Pässe, um ihre körperlichen Vorteile im Luftduell zu nutzen. Selbst die deutsche Führung – Stanislaus Kobierski fand nach Vorlage von Otto Siffling keine freie Anspielstation und überraschte Torhüter Vandeweyer mit einem Schuss aus ungünstigem Winkel – sorgte nicht für Beruhigung. Bereits nach fünf Minuten fiel der Ausgleich der Belgier. Eine schlechte Kopfballabwehr von Fritz Szepan im eigenen Strafraum gelang zum Belgier Voorhoof, der aus kurzer Distanz das erste Gegentor in der deutschen WM-Geschichte erzielte. Kurz vor der Pause gelang dann die Führung für Belgien: Die Deutschen verloren ein weiteres Mal in der eigenen Hälfte den Ball, Linksaußen Heremans eroberte ihn, und dessen präzise Flanke verwertete erneut Voorhoof per Kopf.
Noch unter dem Eindruck dieses Schocks antwortete Reichstrainer Otto Nerz Edmund Conen, der sich in der Pause über die allzu starre Taktik beschwerte: „Mach, was du willst!“ Die zweite Hälfte begann für Deutschland direkt in der 47. Minute mit dem 2:2 durch Siffling nach einer Flanke von Ernst Lehner. Die Belgier reagierten nun mit einer viertelstündigen Drangphase, die zu einer Serie von Eckbällen führte, aber keine Tore brachte. Die erneute deutsche Führung nach einer Stunde resultierte aus einem Kobierski-Schuss, der eventuell die Torlinie bereits überschritten hatte, als er von Vandeweyer weggefaustet wurde. Somit flog der Ball zu Conen, der zum 3:2 nur noch den Fuß hinhalten musste und in den offiziellen Statistiken auch als Torschütze genannt wird. Dieselben Spieler bewirkten drei Minuten später auch das vorentscheidende 4:2. Kobierski passte auf Conen, der das Leder aus spitzem Winkel unter die Latte schoss. Danach konnten die Belgier kaum noch etwas im Angriff bewirken. Auch in der Verteidigung, die sie über weite Strecken dominiert hatten, verschlechterten sie sich nun. Deutschland hatte in der Schlussviertelstunde noch eine Reihe guter Torchancen, von denen aber nur noch eine zum Erfolg führte. Conen erzielte fünf Minuten vor dem Ende mit einem verdeckten Gewaltschuss aus der Drehung den Endstand und damit den ersten lupenreinen Hattrick der WM-Geschichte. Ein vielleicht zu Unrecht verweigerter Elfmeter nach Foul an Karl Hohmann machte letztlich nicht mehr den Ausschlag.

### Viertelfinale
|                                           |   |          |           |
| Do., 31. Mai 1934 um 16:30 Uhr in Mailand |   |          |           |
| Deutschland                               | – | Schweden | 2:1 (0:0) |

#### Vorgeschichte
Im Viertelfinale kam es zur Partie gegen Schweden, das sich im ersten Spiel gegen die Argentinier mit 3:2 durchgesetzt hatte. Der Vizeweltmeister von 1930 war allerdings nur mit einer Amateur-Nationalmannschaft angereist, obwohl in der heimischen ersten Liga kurz zuvor das Profitum eingeführt worden war. Deutschlands Länderspielbilanz gegen Schweden war erneut negativ. In zehn Spielen gab es fünf Niederlagen, drei Siege und zwei Unentschieden. Gerade in letzter Zeit hatten sie jedoch Erfolg gegen die Schweden gehabt. Seit drei Spielen hatte es keine Niederlage mehr gegeben, die letzte hatte 1928 stattgefunden. Das bisher letzte Spiel wurde am 25. September 1932 ausgetragen. Nachdem es zuvor zu einem 3:0 und einem 0:0 gekommen war, hatte Deutschland sich in Nürnberg mit 4:3 durchsetzen können.

#### Spielverlauf
An diesem Tag regnete es in Mailand, entsprechend gering war der Zuschauerzuspruch. Auf deutscher Seite ersetzte Otto Nerz den gegen Belgien nicht überzeugenden Hans Schwartz und den angeschlagenen Paul Janes durch Willy Busch und Rudolf Gramlich. Die taktische Grundordnung blieb jedoch die gleiche; Szepan bekam die Aufgabe, den schwedischen Torjäger Jonasson auszuschalten. Diesmal agierte die Hintermannschaft aber konsequenter, so dass die Schweden kaum Möglichkeiten herausspielten. Allerdings erarbeiteten sich auch die Deutschen in der ersten Halbzeit keine klaren Torchancen und wagten lediglich ein paar Fernschüsse, ohne Torhüter Rydberg überwinden zu können.
Erst in der zweiten Halbzeit spielte die DFB-Elf engagierter und wurde dann auch nach einer knappen Stunde mit dem Führungstreffer belohnt. Nach Freistoß von Gramlich, der erst durch Janes’ Ausfall in die Mannschaft gekommen war, gewann Hohmann das Kopfballduell. Der folgende Ball geriet vor die Füße Conens, der ihn direkt zu Hohmann zurückpasste. Der Spieler des VfL Benrath musste ihn schließlich in der 57. Minute nur noch einschieben. Schon 17 Minuten später fiel das 2:0, so dass die Partie entschieden schien. Gramlich hatte Conen mit einem Steilpass geschickt, worauf ein Pass zu Hohmann folgte. Torwart Rydberg stürzte sich ihm zwar noch entgegen, aber Hohmann hatte bereits geschossen, so dass der Ball über den Innenpfosten ins Tor lief. Bei dieser Aktion war es allerdings zu einer Knieverletzung des deutschen Stürmers gekommen. Da Wechsel noch nicht erlaubt waren, spielte er daraufhin weiter, fiel jedoch für das Halbfinale gegen die Tschechoslowakei aus.
Beflügelt durch das Tor erspielten die Deutschen noch mehrere Möglichkeiten, die sie jedoch nicht nutzten. Danach kam es zum überraschenden Anschlusstreffer, bei dem Torhüter Willibald Kreß einen Schuss des Rechtsaußen Dunker passieren ließ. In den letzten acht Minuten gab es somit durch einige kleinere Chancen der Schweden noch eine Zitterpartie in der Schlussphase. Jedoch konnten die Schweden keine zwingende Situation mehr bewirken.

### Halbfinale
|                                       |   |             |           |
| So., 3. Juni 1934 um 16:30 Uhr in Rom |   |             |           |
| Tschechoslowakei                      | – | Deutschland | 3:1 (1:0) |

#### Vorgeschichte
Im Halbfinale traf die deutsche Mannschaft auf die Tschechoslowakei, gegen die sie zum ersten Mal überhaupt ein Länderspiel bestritt. Deutschland war dieses Mal nicht mehr in der Favoritenrolle, auch wenn der Gegner zuvor gegen Rumänien (2:1) und die Schweiz (3:2) jeweils nach 0:1-Rückstand nur knapp gewonnen hatte. In der deutschen Elf stand anstelle von Rudolf Gramlich der Düsseldorfer Jakob Bender. Gramlich war nämlich aus Solidarität mit seinem jüdischen Arbeitgeber, der sich zunehmenden Repressalien durch das Naziregime ausgesetzt sah, freiwillig nach Frankfurt zurückgekehrt. Die offizielle Version gab dabei berufliche Zwänge als Grund an und sang gleichzeitig ein Loblied auf den Amateurstatus der deutschen Spieler, da das Profitum zur damaligen Zeit noch ziemlich verpönt war. Für den verletzten Hohmann übernahm Siffling die Position des halbrechten Stürmers, die er auch bei seinem Verein Waldhof innehatte. Als Halblinker rückte Noack in die Aufstellung.

#### Spielverlauf
Auch wenn in der Presse zu lesen war, das Ergebnis des Spiels sei in erster Linie auf die Leistungen der beiden Torhüter zurückzuführen – Kreß durfte in Deutschland anschließend nie mehr ein Länderspiel bestreiten – war es insgesamt ein verdienter Sieg der Tschechoslowakei. Es machte sich deutlich bemerkbar, dass das ausschließlich aus Spielern der Prager Spitzenclubs Slavia und Sparta bestehende Team besser aufeinander eingespielt war als die eigens für dieses Turnier in einem Trainingslager zusammengestellte deutsche Mannschaft. Die Prager waren ideenreicher, geistig beweglicher und häufig nur durch Fouls zu bremsen, während die Aktionen der Deutschen meist überhastet wirkten. Sie waren nicht in der Lage, ein Kombinationsspiel aufzuziehen, das die gegnerische Verteidigung vor ernsthafte Probleme gestellt hätte. Besonders das Flügelspiel wurde zu sehr vernachlässigt, im Angriff fehlten die Anspielstationen, weil zu wenig Bewegung in der Grundformation war. Bezeichnend ist, dass die ersten beiden Gegentreffer als Abstaubertore nach zu kurzen Klärungsversuchen von Willibald Kreß zustande kamen, während im tschechoslowakischen Strafraum nie ein Stürmer zur Stelle war, um von einer der wenigen Unsicherheiten des tschechoslowakischen Torhüters František Plánička zu profitieren.
Das erste Tor resultierte aus einer Flanke Juneks, die Kreß zwar mit der Faust erreichte, von dort landete der Ball jedoch direkt auf dem Kopf des späteren Torschützenkönigs Oldřich Nejedlý, der ihn schließlich ins Tor köpfte. Danach vereitelte Plánička noch vor der Halbzeit dreimal den Ausgleich. Erst in der 60. Minute war auch er machtlos, als der Ball über Conen und Siffling den frei stehenden Noack erreichte und dieser mit einem Gewaltschuss ins rechte Toreck das Ergebnis egalisierte. Es schloss sich nun eine hoffnungsvolle Drangphase der Deutschen an, die jedoch ohne weiteren Erfolg blieb. Der erneute Rückstand brachte dann endgültig das Aus. Kreß hatte einen Schuss von Antonín Puč nach vorne prallen lassen, und, noch ehe er nachfassen konnte, war erneut Nejedlý zur Stelle. Als der Dresdner dann auch noch beim 1:3 den von der Strafraumgrenze abgeschossenen Ball über seine rechte Schulter hinweg ins Tor fliegen ließ, erzielte Nejedlý seinen fünften Turniertreffer, und das Spiel war entschieden.

### Spiel um Platz 3
|                                          |   |            |           |
| Do., 7. Juni 1934 um 18:00 Uhr in Neapel |   |            |           |
| Deutschland                              | – | Österreich | 3:2 (3:1) |

#### Vorgeschichte

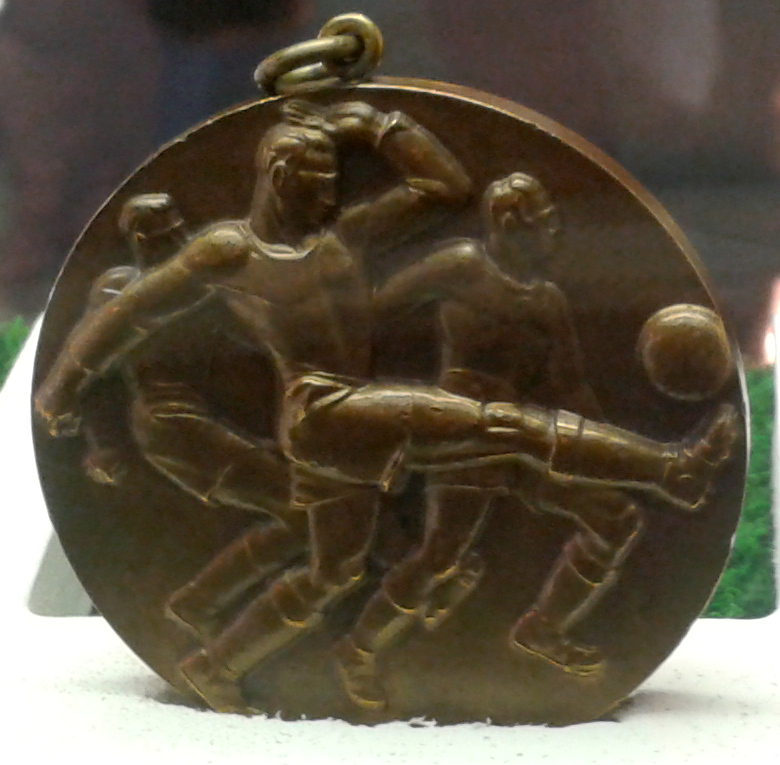
Die Bronzemedaille der WM 1934 ging an die deutsche Mannschaft

Um den dritten Platz bei der Weltmeisterschaft spielten Deutschland und Österreich, damals eine der großen Fußballmächte Europas. Gegen Österreich hatte Deutschland, erneut eine eindeutig negative Bilanz vorzuweisen. In neun Spielen war es zu sechs Niederlagen und zwei Siegen gekommen. Hinzu kam ein Unentschieden. Gerade wegen der zwei letzten Spiele, in denen Deutschland regelrecht vorgeführt worden war, hatte man mit den Österreichern noch eine Rechnung offen. 1931 hatte die DFB-Elf gegen Hugo Meisls „Wunderteam“ zwei hohe Niederlagen erlitten – am 24. Mai gewann Österreich im Berliner Deutschen Stadion mit 6:0 und am 13. September im Stadion Hohe Warte in Wien mit 5:0.
Aus dem damaligen Aufgebot Österreichs waren immerhin Smistik, Zischek und Braun auch in Neapel dabei, die beiden wichtigsten Leistungsträger aber, Matthias Sindelar und Torjäger Anton Schall, fehlten wegen Verletzungen, die sie sich früher im Turnier zugezogen hatten. Trotzdem wurde den Profis aus der Wiener Liga, die nach Siegen über Frankreich und Ungarn im Halbfinale Gastgeber Italien in einem überaus kontroversen Spiel 0:1 unterlegen waren, im Voraus ein starkes Spiel zugetraut.
DFB-Trainer Otto Nerz baute seine Formation vollständig um. Janes kehrte zurück und übernahm in der deutschen Verteidigung die Position von Haringer – der Münchner war von Nerz in flagranti mit einer Flasche Bier ertappt worden. Ersatztorhüter Jakob, Münzenberg und Heidemann kamen anstelle von Kreß, Noack und Kobierski zu ihrem einzigen WM-Einsatz. Den Mittelläufer aus Aachen, der sich zuhause bereitgehalten hatte, ließ Nerz eigens für dieses Spiel nachkommen – Münzenberg musste deshalb sogar seinen Hochzeitstermin verschieben. Regularien, die so etwas heute nicht zulassen würden, gab es damals nicht. In diesem Spiel hatte Nerz seinem Kapitän Fritz Szepan nämlich eine neue Aufgabe zugedacht: Als vorgeschobener „zweiter Mittelläufer“ sollte er einerseits den Österreicher Josef Smistik frühzeitig stören, sich andererseits aber auch selbst in den Spielaufbau einschalten.
Da beide Mannschaften traditionell in weißen Hemden und schwarzen Hosen spielten und Auswärtstrikots in jener Zeit noch nicht üblich waren, gab es große Schwierigkeiten, die Teams auseinanderzuhalten. Dieses Problem löste man dadurch, dass die Österreicher, die per Los dazu bestimmt wurden, sich kurz vor Anpfiff die blauen Trikots vom SSC Neapel überzogen.

#### Spielverlauf
Im Spiel gelang eine unerwartete Überraschung. Das deutsche Team spielte von Beginn an sehr offensiv ausgerichtet, Ernst Lehners Führungstor bereits nach 24 Sekunden beflügelte das Selbstvertrauen, und Szepan avancierte zum besten Mann auf dem Platz. Schon nach einer Viertelstunde erhöhte Edmund Conen, der von Journalisten zum besten Mittelstürmer des Turniers gewählt wurde, mit seinem vierten Turniertreffer per Gewaltschuss auf 2:0. Bis zur Pause hatte die deutsche Mannschaft eine Vielzahl an Torchancen, bei denen es jedoch am richtigen Torabschluss mangelte, um die Partie frühzeitig zu entscheiden. So erzielte Johann Horvath, der als einziger der österreichischen Stürmer nicht gedeckt wurde, nach einer halben Stunde den Anschlusstreffer. Allerdings konnte Lehner kurz vor Ende der ersten Hälfte den alten Abstand wiederherstellen, als er im Fallen mit dem linken Fuß ins rechte untere Toreck traf.
In der zweiten Halbzeit waren die Deutschen vornehmlich auf das Verwalten ihres Vorsprungs bedacht, und so wechselte das Übergewicht an Spielanteilen auf die Seite der Österreicher, bei denen Karl Sesta und Georg Braun nach der Pause die Positionen getauscht hatten. Doch auch die deutsche Hintermannschaft hatte einen besonders guten Tag und beherrschte die gegnerischen Angreifer über weite Strecken. So fiel lediglich noch das 3:2, als dem deutschen Torhüter Hans Jakob bei einem von Sesta aus über 30 Metern Entfernung abgegebenen Schuss die Sicht verdeckt war, so dass der Ball durch die Beine des Torwarts ins Tor ging. Deutschland gelang somit bei der ersten WM-Teilnahme gleich der dritte Platz.